# Giannīs Kyrastas
Giannīs Kyrastas (in greco: Γιάννης Κυράστας; Il Pireo, 25 ottobre 1952 – Atene, 1º aprile 2004) è stato un calciatore e allenatore di calcio greco.

## Carriera
Kyrastas, centrocampista, cominciò la carriera nell'Olympiakos, esordendo il 10 dicembre 1972, a 20 anni appena compiuti, contro il Kavala. Nella squadra ateniese mise insieme, fino al 1981, 223 presenze, 16 delle quali in Europa, e vinse 5 scudetti e 3 coppe di Grecia.
Fra il 1974 e il 1985 giocò 46 partite con la Grecia, partecipando nel 1980 al Campionagto Europeo, prima storica qualificazione greca ad una competizione internazionale, lasciando una buona impressione, tanto è vero che insieme a Maik Galakos fu acquistato dal Panathīnaïkos. 145 gare di cui 14 europee il suo nuovo bottino, arricchito da 2 scudetti e 3 coppe nazionali.
Nel novembre 1986 il calciatore dà l'addio al calcio giocato, e la sua ultima partita è quella contro l'Arīs Salonicco.
Pochi mesi dopo inizia la carriera di allenatore, sulle seguenti panchine: Ethnikos Piraeus, Paniliakos, Panionios, Iraklis e infine Panathinaikos. Nel 2001 Kyrastas va in pensione.
A 3 anni da questi eventi, l'ex calciatore viene colpito dalla rara fascite necrotizzante, e a 52 anni muore in un ospedale della capitale greca.

## Palmarès

### Giocatore

#### Competizioni nazionali
- Campionato greco: 7

Olympiakos: 1972-73, 1973-74, 1974-75, 1979-80, 1980-81
Panathinaikos: 1983-84, 1985-86
- Coppa di Grecia: 6

Olympiakos: 1975, 1977, 1981
Panathinaikos: 1982, 1984, 1986

### Allenatore

#### Competizioni nazionali
- Beta Ethniki: 1

Panionios: 1996-1997

#### Individuale
- Allenatore dell'anno del campionato greco: 1

2000